# 펜벤다졸
펜벤다졸(Fenbendazole)은 개를 비롯한 동물용의 구충제다. 사람에게 허가된 구충제 메벤다졸(Mebendazole)과 구조가 유사하다.

## 같이 보기
- 옥스펜다졸
- 노코다졸
- 프라지콴텔